# Stadtroda
Stadtroda é uma cidade da Alemanha localizada no distrito de Saale-Holzland, estado da Turíngia.
A cidade de Stadtroda é a Erfüllende Gemeinde (português: municipalidade representante ou executante) dos municípios de Bollberg, Möckern, Quirla e Ruttersdorf-Lotschen. Os antigos municípios de Bollberg e Quirla foram incorporados a Stadtroda em janeiro de 2019.